# ورونیکا وگنر
ورونیکا وگنر (به انگلیسی: Veronica Wagner) ژیمناست زادهٔ ۷ ژوئیهٔ ۱۹۸۷ میلادی اهل کشور سوئد است.